# Tima Belorusskih
Tima Belorusskih (ros. Тима Белорусских, biał. Ціма Беларускіх), właściwie Timofiej Andriejewicz Morozow (ros. Тимофей Андреевич Морозов; ur. 1 października 1998 w Mińsku) – białoruski piosenkarz, raper, autor tekstów i kompozytor. Zasłynął w 2018 roku utworami „Mokryje krossy” i „Nezabudka”. Jego debiutancki album „Twoj pierwyj disk – moja kassieta” znalazł się na szczycie rankingu Apple Music w Rosji.

## Życiorys

### Dzieciństwo
Timofiej Andriejewicz Morozow urodził się 1 października 1998 roku w Mińsku na Białorusi. Jego matka jest nauczycielką muzyki, a ojciec Andrej Morozow śpiewakiem operowym, który od 2018 roku mieszka w Indiach i uczy dzieci muzyki w lokalnej szkole. Prace, które wykonywali jego rodzice pozwoliły mu poznawać muzykę od młodości. W 2018 roku jego rodzice się rozwiedli. Ma dwóch braci - starszego i młodszego.
Od pierwszych lat swojego życia interesował się muzyką, właśnie z tego powodu próbował swoich sił w graniu na wiolonczeli.
W wieku 13 lat, podczas spędzania wakacji w Niemczech u swojego wujka miał okazję używać komputera z dostępem do Internetu, dzięki któremu znajdował beaty, do których to nagrywał swoje wokale, jednak nigdy nie zdecydował się na ich opublikowanie.
Po ukończeniu szkoły podstawowej Morozow zaczął uczęszczać do Białoruskiej Państwowej Akademii Muzycznej, jednak później przeniósł się do akademii lingwistycznej. Po ukończeniu szkoły zaczął studia na kierunku artystycznym, choć uczęszczał tylko na pierwszy semestr. Przez cały okres swojej nauki w szkole osiągał wysokie stopnie.

### 2016: Przesłuchania w Kaufman Label
W 2016 roku Tima nie przeszedł przesłuchań organizowanych przez białoruską wytwórnię rapową Kaufman Label w mińskim klubie „Re: Public”.
Szef wytwórni Kaufman, Aleksander Rozniczenko powiedział w wywiadzie:

My [wytwórnia Kaufman] zrobiliśmy casting w klubie Re: Public w październiku 2016 roku. Rozdawałem bilety przechodniom osobiście na ulicy: po prostu podchodziłem do młodych ludzi i mówiłem im, że będziemy szukać nowych artystów. W ciągu dwóch miesięcy rozdałem 500 biletów, każdy z nich kosztował dwa ruble.
Wpłynęło do nas ponad 100 zgłoszeń od aspirujących wokalistów. Wśród nich był Tima, ale w ogóle go nie zauważyliśmy, odrzuciliśmy go, a później żałowaliśmy tego. Wybraliśmy zupełnie inne osoby, w końcu nie udało nam się z nimi, ale zdobyliśmy doświadczenie na przyszłość. Zerwaliśmy współpracę z tymi artystami i zrobiliśmy kolejny casting we wrześniu 2017 roku.
Wtedy wybraliśmy dwóch wykonawców. Tima nie był jednym z nich. Spośród trzech członków jury, tylko ja głosowałem na Tima, pozostali stwierdzili "to nie to". Kiedy wszyscy wyszli z klubu, Sasza, nasz administrator, zapytał: "Gdzie jest Tima?" Zadzwonił do niego, aby wrócił. Potem podrzucili mi, żebym posłuchał starego utworu Tima "RASSVET". Podobało mi się to, ale trzeba było to napisać jeszcze raz. Pojechaliśmy po Timę, była druga nad ranem, przywieźliśmy go z powrotem do studia. Tam się to wszystko zaczęło.

### 2017–2018: Rozpoczęcie kariery muzycznej i pierwsze single

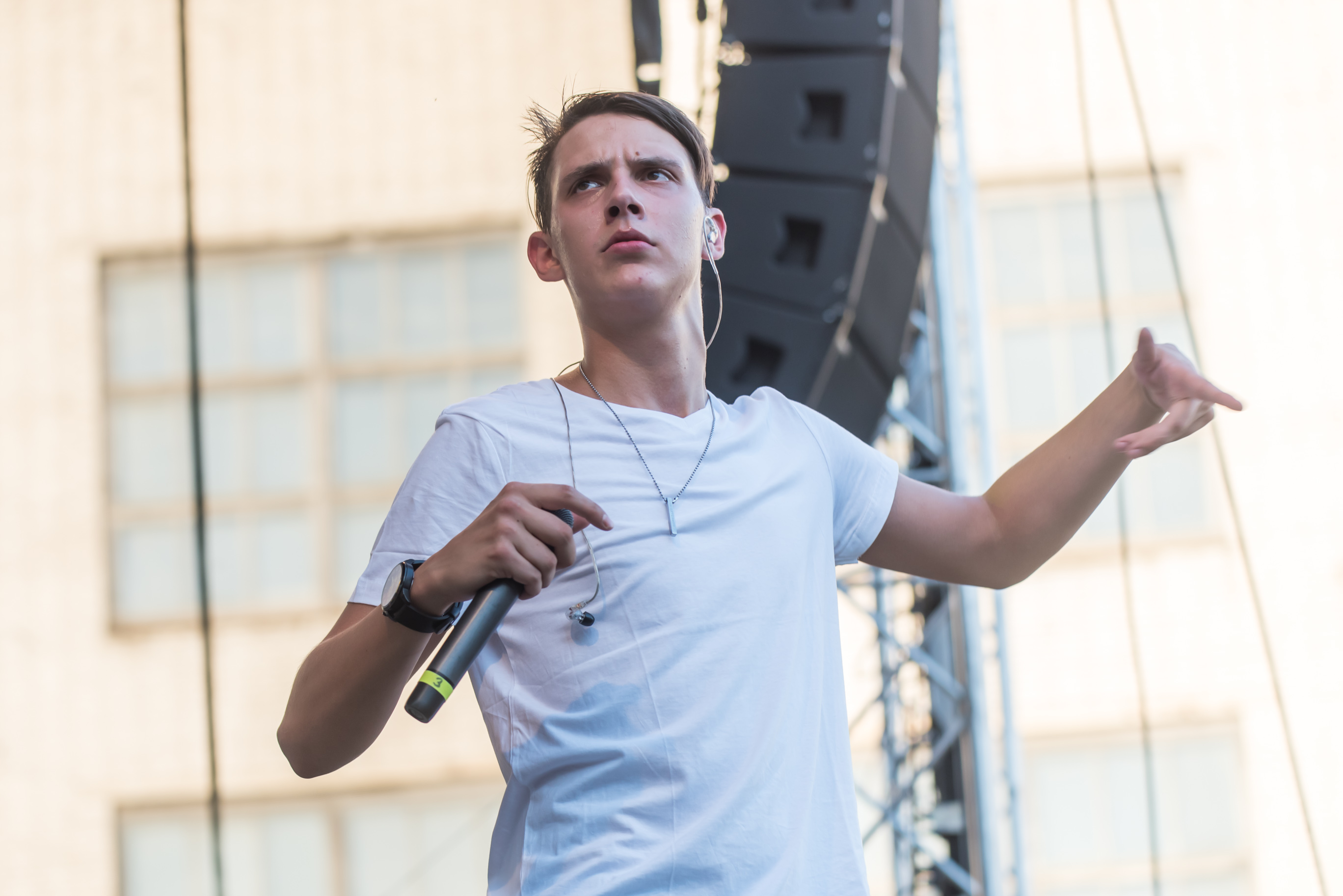
Timofiej podczas Slime&Play Fest w 2019 roku.

Od początku swojej kariery do 2021 roku należał do małej białoruskiej wytwórni Kaufman Label.
Swoją działalność rozpoczął w 2017 pod pseudonimem Samazanov, zanim w maju 2017 roku wydał swój pierwszy singel pod pseudonimem Tima Belorusskih.
Jego pseudonim sceniczny wybrał ponieważ chciał pozostać związany z Białorusią w przypadku gdyby stał się popularny w za granicą.
Jego szósty singel, „Mokryje krossy”, stał się jego pierwszym większym hitem, który uzyskał 35 miejsce w rosyjskim Apple Music Top 100 pod koniec 2018 roku, a także przyniósł mu nagrodę ŻARA za hit roku. W platformie YouTube w pierwszy miesiąc uzyskał siedem milionów odsłon, znalazł się na największej rosyjskiej liście przebojów serwisu Yandex.Music, gdzie osiągnął pierwsze miejsce, a do końca roku w serwisie społecznościowym VKontakte zajął 11 miejsce w rankingu najczęściej odsłuchiwanych utworów.
20 października 2018 roku wokalista dał swój pierwszy solowy koncert w klubie Re: Public w Mińsku.

### 2019:Twoj pierwyj disk – moja kassieta

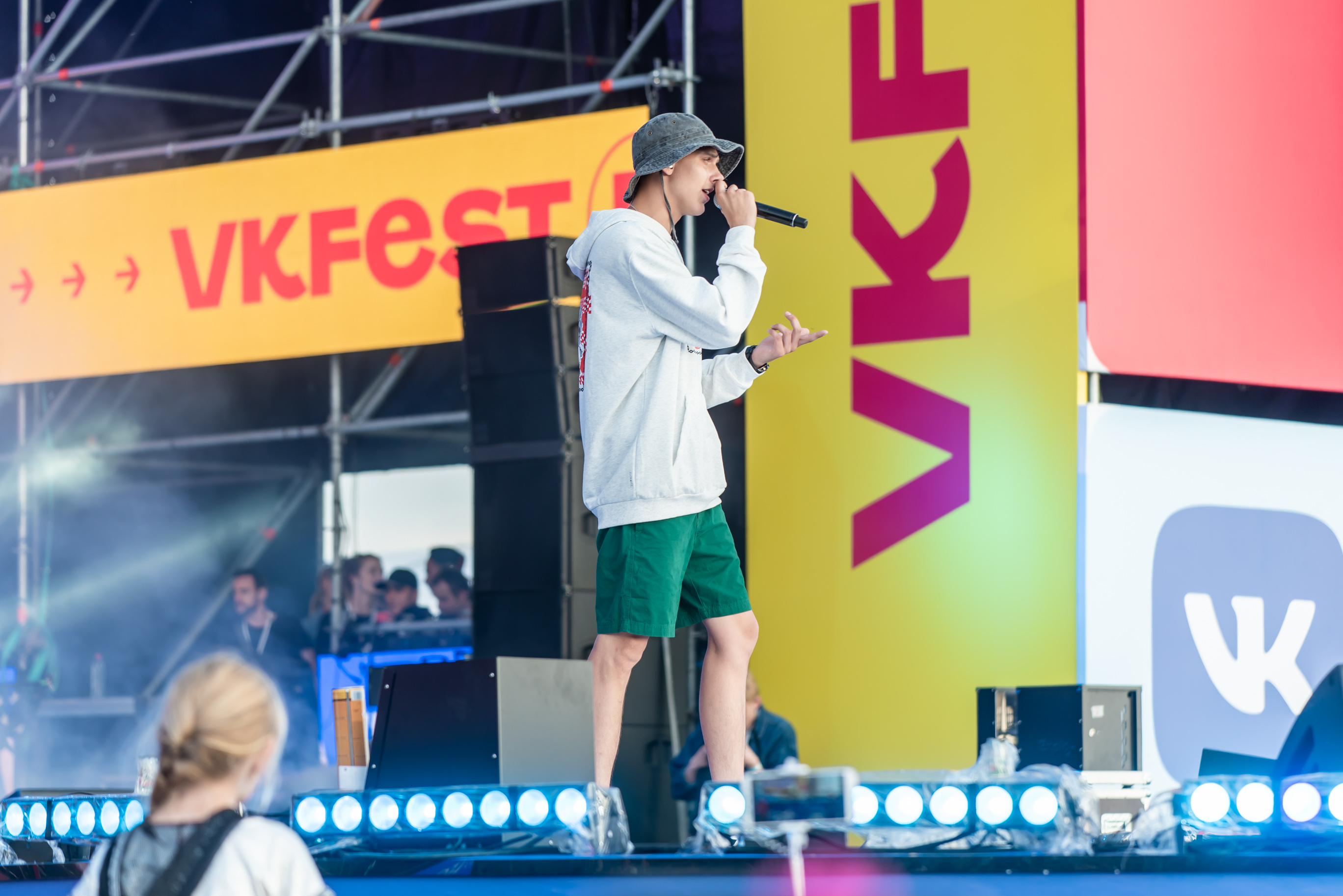
Tima Belorusskih występując na żywo podczas VK Fest 5 w Petersburgu. (2019)

W 2019 roku Belorusskih wydał swój pierwszy album pt. „Twoja pierwsza płyta to moja kaseta” (rosyjski: „Твой первый диск – моя кассета”), za który otrzymał nominację Ru.tv w kategorii potężny początek. W pierwszych godzinach od jego wydania w serwisie VK odsłuchano go ponad półtora miliona razy.
W kwietniu 2019 roku rosyjskie wydanie czasopisma Forbes nominowało go w podkategorii "Profesjonalista przed 30 rokiem życia" w kategorii Muzyka i kino.
23 listopada 2019 roku został nagrodzony Złotym Gramofonem przez Russkoje Radio podczas rozdania Złotych Gramofonów 2019.
Utwór z płyty pt. „Vitaminka” uzyskał ponad 100 milionów wyświetleń w serwisie YouTube, premiera klipu odbyła się 10 maja 2019 roku.

### 2020:Moja kassieta – twoj pierwyj diski kolejny sukces
31 stycznia 2020 miała miejsce premiera drugiego solowego albumu rapera pod tytułem „Moja kaseta to twoja pierwsza płyta”.
18 maja 2020 wystąpił podczas wirtualnego koncertu VK Fest 2020, za który uzyskał duże uznanie wśród rosyjskich mediów.
4 czerwca 2020 wydał singel pt. „Tjanet k tebe”.
W lipcu 2020 wsparł promocję serwisu Spotify w Rosji, który wówczas otworzył swoje usługi w kraju.
31 lipca 2020 wydał drugi singel pt. „Wesnuski”. W ten sam dzień wykonał m.in. ten utwór premierowo podczas gościnnego występu na otwarciu Białoruskich Igrzysk Lekkoatletycznych organizowanych przez Białoruską Federację Lekkoatletyczną.
W sierpniu bieżącego roku wydał kolejny, tym razem niezapowiadany wcześniej singel pt. „W poslednij raz”, który według odbiorców i mediów odnosił się do protestów na Białorusi.
We wrześniu 2020 wydał wcześniej zapowiadany singel pt. „Okej”, który w 3 dni od premiery uzyskał 1. miejsce na listach notowań na platformie Spotify w Rosji i Ukrainie, a także 4. miejsce na Łotwie, 24. w Estonii i 76. na Litwie. Singel odnotował także 41. miejsce w rosyjskim i 6. miejsce w ukraińskim TopHicie YouTube, oficjalnych listach notowań w obu państwach. W następnym tygodniu singel zanotował także 10. miejsce na ukraińskiej liście TopHita All Media, 58. miejsce na notowaniach litewskich oraz 21. miejsce na łotewskich.

### 2021: Ogłoszenie odejścia z wytwórni Kaufman Label i aresztowanie za posiadanie narkotyków
30 grudnia 2020 roku artysta utworzył nowe konta w serwisach takich jak m.in. Instagram, YouTube, Facebook czy VK (z powodu utraty dostępu do swoich starych kont, które należą do wytwórni), a za pośrednictwem tego pierwszego opublikował oświadczenie, w którym poinformował swoich odbiorców o podjętej decyzji co do opuszczenia swojej dotychczasowej wytwórni oraz chęci bycia niezależnym artystą. Napisał także, że nie zamierza kończyć kariery, a gatunek jego utworów nie powinien się zmienić w żadnym stopniu. 24 stycznia 2021 artysta starał się opublikować teledysk do utworu pt. „Okej”, jednak wytwórnia usuwała klip z jego kanałów w YouTube i VKontakte za łamanie praw autorskich. Z tego powodu był on możliwy do obejrzenia już tylko na stronie artysty, w serwisie Instagram oraz Telegram. Dwa dni później sytuację skomentowała była wytwórnia wokalisty oświadczeniem opublikowanym w swoich kontach społecznościowych, w którym m.in. zarzuca Morozowi lekceważenie ludzi, którzy stworzyli jego karierę oraz brak szacunku i wdzięczności. Wytwórnia zapowiedziała także, że niedługo, gdy wszystkie sprawy zostaną rozwiązane ujawnią prawdę o całym zajściu i wszystko wyjaśnią. 24 marca 2021 oddział VKontakte Music zwrócił artyście konto w tym serwisie, odbierając do niego dostęp osobom z Kaufman Label, o czym piosenkarz poinformował w obszernym poście na odzyskanym koncie.  
29 stycznia 2021 białoruskie i rosyjskie media masowo publikowały informacje mówiące o rzekomym aresztowaniu piosenkarza 6 stycznia 2021 podczas jego pobytu w klubie gier w Mińsku, po tym jak w jego mieszkaniu znaleziono 0,4 grama haszyszu (początkowo informowano o 2 kilogramach), za co według białoruskiego prawa grozi od dwóch do pięciu lat pozbawienia wolności. Morozow za pośrednictwem swojego konta na Instagramie zdementował te doniesienia, twierdząc, że są to nieprawdziwe informacje i stwierdził, że nie został aresztowany. W związku z tym białoruski komitet śledczy w Mińsku potwierdził, że doszło do zatrzymania rapera oraz opublikował zdjęcie zrobione podczas jego obecności na komisariacie, aby to udowodnić. Podano także, że artysta od 12 stycznia przebywał na areszcie domowym, a wcześniej zwolnił się z aresztu za kaucją. Przeciwko piosenkarzowi wszczęto postępowanie karne z art. 328 kodeksu karnego na Białorusi. Aby otrzymać niższą karę miał też obiecać, że przestanie publicznie popierać protesty na Białorusi. 16 kwietnia 2021 przyznał się w pełni do winy przed sądem (do posiadania narkotyków, handlowania nimi oraz ich spożywania), za co otrzymał karę ograniczenia wolności na dwa lata bez umieszczenia w zakładzie karnym, a także zakaz spożywania alkoholu na ten sam okres. Podczas odbywania kary otrzymał on prawo do wyjścia z domu np. do pracy, lecz każdą podróż poza miejscowość w której mieszka musiał zgłosić do przydzielonego kuratora z białoruskiego inspektoratu dotyczącego spraw karnych.
24 marca 2023 wydał pierwszy singel od dwóch lat zatytułowany „Otpusti”, w którym odniósł się do aresztu domowego, który odbywał przez cały czas swojej nieobecności.

## Życie prywatne
Przed karierą sprzedawał lody, a nawet gdy sukces singla pt. „Mokryje krossy” pozwalał mu na duże dochody, wciąż pracował jako kelner w restauracji.
Morozow w wywiadzie stwierdził, że stara się oddzielić swoje życie prywatne od kariery muzycznej i dlatego rzadko widuje się go z jego partnerką. Jest w związku małżeńskim, co m.in. potwierdzały posty w serwisie Instagram ze strony jego partnerki, która często na wspólnych zdjęciach z Timofejem podpisywała rapera jako męża i ojca jej dziecka (jednak po osiągnięciu popularności Białorusina posty zostały usunięte). W 2019 roku rosyjska gazeta SUPER ogłosiła, że ma córkę Sofię, która urodziła się w 2015 roku. W tym czasie on miał 16 lat, a jego partnerka Yana 17 lat.
3 czerwca 2021 ujawnił w wywiadzie, że rozwiódł się ze swoją żoną w 2019.
W kwietniu 2019 roku rosyjskie wydanie czasopisma Forbes oszacowało jego majątek (zebrany z samych koncertów) na około 230 tysięcy dolarów.

## Dyskografia

### Albumy studyjne
| Rok  | Album | Najwyższe pozycje na listach | Najwyższe pozycje na listach | Najwyższe pozycje na listach | Najwyższe pozycje na listach | Certyfikat             |
| Rok  | Album | EST                          | LTU                          | LAT                          | RUS                          | Certyfikat             |
| ---- | --- | ---------------------------- | ---------------------------- | ---------------------------- | ---------------------------- | ---------------------- |
| 2019 | Twoj pierwyj disk – moja kassieta - Wydany: 30 stycznia 2019 - Wytwórnia: Kaufman Label - Format: CD, digital download, media strumieniowe | 18                           | 14                           | 2                            | 1                            | - RUS: platynowa płyta |
| 2020 | Moja kassieta – twoj pierwyj disk - Wydany: 31 stycznia 2020 - Wytwórnia: Kaufman Label - Format: CD, digital download, media strumieniowe | 19                           | 22                           | X                            | 3                            | brak                   |

### Single

#### Jako główny artysta
| Rok                                                      | Tytuł                                                   | Najwyższe pozycje na listach | Najwyższe pozycje na listach | Najwyższe pozycje na listach | Najwyższe pozycje na listach | Najwyższe pozycje na listach | Najwyższe pozycje na listach | Najwyższe pozycje na listach | Najwyższe pozycje na listach | Najwyższe pozycje na listach | Najwyższe pozycje na listach | Najwyższe pozycje na listach | Najwyższe pozycje na listach | Najwyższe pozycje na listach | Certyfikat             | Album      |
| Rok                                                      | Tytuł                                                   | BLR                          | EST                          | LTU                          | LAT                          | RUS                          | RUS                          | RUS                          | UKR                          | UKR                          | UKR                          | WNP                          | WNP                          | WNP                          | Certyfikat             | Album      |
| Rok                                                      | Tytuł                                                   | BLR                          | EST                          | LTU                          | LAT                          | Radio                        | YouTube                      | All Media                    | Radio                        | YouTube                      | All Media                    | Radio                        | YouTube                      | All Media                    | Certyfikat             | Album      |
| -------------------------------------------------------- | ------------------------------------------------------- | ---------------------------- | ---------------------------- | ---------------------------- | ---------------------------- | ---------------------------- | ---------------------------- | ---------------------------- | ---------------------------- | ---------------------------- | ---------------------------- | ---------------------------- | ---------------------------- | ---------------------------- | ---------------------- | ---------- |
| 2017                                                     | „Rasswet”                                               | –                            | –                            | –                            | –                            | –                            | –                            | –                            | –                            | X                            | X                            | –                            | –                            | –                            | brak                   | –          |
| 2017                                                     | „Zanowo”                                                | –                            | –                            | –                            | –                            | –                            | –                            | –                            | –                            | X                            | X                            | –                            | –                            | –                            | brak                   | –          |
| 2018                                                     | „Dozszd”                                                | –                            | –                            | –                            | –                            | –                            | –                            | –                            | –                            | X                            | X                            | –                            | –                            | –                            | brak                   | –          |
| 2018                                                     | „Wzjal i poletel”                                       | –                            | –                            | –                            | –                            | –                            | –                            | –                            | –                            | X                            | X                            | –                            | –                            | –                            | brak                   | –          |
| 2018                                                     | „Dewoczka-pesnja”                                       | –                            | –                            | –                            | –                            | –                            | –                            | –                            | –                            | X                            | X                            | –                            | –                            | –                            | brak                   | –          |
| 2018                                                     | „Mokryje krossy”                                        | 64                           | 19                           | 46                           | 3                            | 64                           | 6                            | 19                           | 134                          | 59                           | 12                           | 69                           | 6                            | 19                           | - RUS: platynowa płyta | –          |
| 2018                                                     | „Privet, davaj perewernom”                              | –                            | –                            | –                            | –                            | –                            | –                            | –                            | –                            | –                            | –                            | –                            | –                            | –                            | brak                   | –          |
| 2018                                                     | „O prostom”                                             | –                            | –                            | –                            | –                            | –                            | –                            | –                            | –                            | –                            | –                            | –                            | –                            | –                            | brak                   | –          |
| 2018                                                     | „Iskri”                                                 | –                            | –                            | –                            | –                            | –                            | –                            | –                            | –                            | –                            | –                            | –                            | –                            | –                            | brak                   | –          |
| 2018                                                     | „Ne onlain”                                             | –                            | –                            | –                            | –                            | –                            | –                            | –                            | –                            | –                            | –                            | –                            | –                            | –                            | brak                   | –          |
| 2018                                                     | „Nezabudka”                                             | 435                          | –                            | 66                           | 8                            | 21                           | 10                           | 31                           | 53                           | –                            | 122                          | 32                           | –                            | 31                           | - RUS: platynowa płyta | –          |
| 2019                                                     | „Pojezda”                                               | –                            | –                            | –                            | –                            | –                            | –                            | –                            | –                            | –                            | –                            | 474                          | –                            | 541                          | brak                   | –          |
| 2019                                                     | „Priwyczka ubegat”                                      | –                            | –                            | –                            | –                            | –                            | –                            | –                            | –                            | –                            | –                            | –                            | –                            | –                            | brak                   | –          |
| 2019                                                     | „Alenka”                                                | –                            | –                            | –                            | –                            | –                            | –                            | –                            | –                            | –                            | –                            | –                            | –                            | –                            | brak                   | –          |
| 2019                                                     | „Tselowat”                                              | –                            | –                            | –                            | –                            | –                            | –                            | –                            | –                            | –                            | –                            | –                            | –                            | –                            | brak                   | –          |
| 2019                                                     | „Najdu Tebja”                                           | –                            | –                            | –                            | –                            | –                            | –                            | –                            | –                            | –                            | –                            | 835                          | –                            | 755                          | brak                   | –          |
| 2019                                                     | „Alfa i Omega”                                          | –                            | –                            | –                            | –                            | –                            | –                            | –                            | –                            | –                            | –                            | –                            | –                            | –                            | brak                   | –          |
| 2019                                                     | „Minuta weczera” (gościnnie: prosto Lera)               | –                            | –                            | –                            | –                            | –                            | –                            | –                            | –                            | –                            | –                            | –                            | –                            | 911                          | brak                   | –          |
| 2020                                                     | „Fotoplenka”                                            | –                            | –                            | –                            | –                            | –                            | –                            | –                            | –                            | –                            | –                            | 102                          | –                            | 103                          | brak                   | –          |
| 2020                                                     | „Tjanet k tebe”                                         | –                            | –                            | –                            | –                            | –                            | –                            | –                            | –                            | –                            | –                            | 394                          | –                            | 345                          | brak                   | –          |
| 2020                                                     | „Wesnuski”                                              | –                            | –                            | –                            | –                            | –                            | –                            | –                            | –                            | –                            | –                            | 129                          | –                            | 137                          | brak                   | –          |
| 2020                                                     | „W poslednij raz”                                       | –                            | X                            | –                            | –                            | –                            | –                            | –                            | –                            | –                            | –                            | 969                          | –                            | 878                          | brak                   | –          |
| 2020                                                     | „Okej”                                                  | –                            | X                            | 58                           | 21                           | –                            | 41                           | –                            | –                            | 6                            | 10                           | 240                          | 51                           | 126                          | brak                   | –          |
| 2021                                                     | „Poterjal sebja” (OG Buda, gościnnie: Tima Belorusskih) | –                            | X                            | –                            | –                            | –                            | –                            | –                            | –                            | –                            | –                            | –                            | –                            | –                            | brak                   | Sexy Drill |
| 2021                                                     | „Tajet Jeshszo”                                         | –                            | X                            | –                            | –                            | 74                           | –                            | 453                          | –                            | 78                           | 161                          | –                            | 74                           | 453                          | brak                   | –          |
| 2021                                                     | „Tebe luchsze ne znat”                                  | –                            | X                            | –                            | –                            | –                            | –                            | –                            | –                            | –                            | –                            | –                            | –                            | –                            | brak                   | –          |
| 2021                                                     | „Probegal mimo” (Murovei, gościnnie: Tima Belorusskih)  | –                            | X                            | –                            | –                            | –                            | –                            | –                            | –                            | –                            | –                            | –                            | –                            | –                            | brak                   | –          |
| 2021                                                     | „Pod zwezdopadom”                                       | –                            | X                            | –                            | –                            | –                            | –                            | –                            | –                            | –                            | –                            | –                            | –                            | –                            | brak                   | –          |
| 2021                                                     | „Derewo” (oraz Thrill Pill)                             | –                            | X                            | –                            | –                            | –                            | –                            | –                            | –                            | –                            | –                            | –                            | –                            | –                            | brak                   | –          |
| 2021                                                     | „Znatok”                                                | –                            | X                            | –                            | –                            | –                            | –                            | –                            | –                            | –                            | –                            | –                            | –                            | –                            | brak                   | –          |
| 2023                                                     | „Otpusti”                                               | –                            | X                            | –                            | –                            | –                            | –                            | –                            | –                            | –                            | –                            | –                            | –                            | –                            | brak                   | –          |
| 2023                                                     | „Wospominanija”                                         | –                            | X                            | –                            | –                            | –                            | –                            | –                            | –                            | –                            | –                            | –                            | –                            | –                            | brak                   | –          |
| „–” oznacza, że singel nie był notowany na danej liście. |                                                         |                              |                              |                              |                              |                              |                              |                              |                              |                              |                              |                              |                              |                              |                        |            |

#### Jako gościnny artysta
| Rok  | Tytuł                                                | Album       |
| ---- | ---------------------------------------------------- | ----------- |
| 2021 | „Bez obyd” (White Punk, gościnnie: Tima Belorusskih) | Sirius 2.0. |

#### Inne notowane utwory
| Rok                                                      | Tytuł                 | Najwyższe pozycje na listach | Najwyższe pozycje na listach | Najwyższe pozycje na listach | Najwyższe pozycje na listach | Najwyższe pozycje na listach | Najwyższe pozycje na listach | Najwyższe pozycje na listach | Najwyższe pozycje na listach | Najwyższe pozycje na listach | Najwyższe pozycje na listach | Certyfikat                | Album                             |
| Rok                                                      | Tytuł                 | LTU                          | LAT                          | RUS                          | RUS                          | RUS                          | UKR                          | UKR                          | WNP                          | WNP                          | WNP                          | Certyfikat                | Album                             |
| Rok                                                      | Tytuł                 | LTU                          | LAT                          | Radio                        | YouTube                      | All Media                    | YouTube                      | All Media                    | Radio                        | YouTube                      | All Media                    | Certyfikat                | Album                             |
| -------------------------------------------------------- | --------------------- | ---------------------------- | ---------------------------- | ---------------------------- | ---------------------------- | ---------------------------- | ---------------------------- | ---------------------------- | ---------------------------- | ---------------------------- | ---------------------------- | ------------------------- | --------------------------------- |
| 2019                                                     | „Vitaminka”           | 92                           | 15                           | 3                            | 11                           | 31                           | 18                           | 41                           | 71                           | 11                           | 51                           | - RUS: 5× platynowa płyta | Twoj pierwyj disk – moja kassieta |
| 2019                                                     | „Ja bolsze ne napisu” | 50                           | 22                           | 724                          | 87                           | 762                          | –                            | –                            | 835                          | 87                           | 159                          | brak                      | Twoj pierwyj disk – moja kassieta |
| 2020                                                     | „Oduvanchik”          | –                            | –                            | 43                           | –                            | 51                           | 75                           | –                            | 48                           | 68                           | 51                           | brak                      | Moja kassieta – twoj pierwyj disk |
| „–” oznacza, że singel nie był notowany na danej liście. |                       |                              |                              |                              |                              |                              |                              |                              |                              |                              |                              |                           |                                   |

#### Notowane utwory wserwisach streamingowych
| Rok                                                       | Tytuł                                                   | Najwyższe pozycje na listach | Najwyższe pozycje na listach | Najwyższe pozycje na listach | Najwyższe pozycje na listach | Najwyższe pozycje na listach | Najwyższe pozycje na listach | Najwyższe pozycje na listach | Najwyższe pozycje na listach | Najwyższe pozycje na listach | Najwyższe pozycje na listach | Najwyższe pozycje na listach | Najwyższe pozycje na listach | Najwyższe pozycje na listach | Najwyższe pozycje na listach | Najwyższe pozycje na listach | Najwyższe pozycje na listach | Najwyższe pozycje na listach | Najwyższe pozycje na listach | Najwyższe pozycje na listach | Najwyższe pozycje na listach | Najwyższe pozycje na listach | Najwyższe pozycje na listach | Najwyższe pozycje na listach | Najwyższe pozycje na listach | Album                             |
| Rok                                                       | Tytuł                                                   | Spotify                      | Spotify                      | Spotify                      | Spotify                      | Spotify                      | Apple Music                  | Apple Music                  | Apple Music                  | Apple Music                  | Apple Music                  | Apple Music                  | Apple Music                  | Apple Music                  | Apple Music                  | Apple Music                  | Apple Music                  | Apple Music                  | Apple Music                  | Apple Music                  | Apple Music                  | Apple Music                  | iTunes                       | iTunes                       | iTunes                       | Album                             |
| Rok                                                       | Tytuł                                                   | EST                          | LTU                          | LAT                          | UKR                          | RUS                          | BLR                          | ARM                          | AZE                          | EST                          | KAZ                          | KGZ                          | ICE                          | LTU                          | LAT                          | MDA                          | POL                          | RUS                          | TJK                          | TKM                          | UKR                          | UZB                          | BLR                          | IRE                          | UKR                          | Album                             |
| --------------------------------------------------------- | ------------------------------------------------------- | ---------------------------- | ---------------------------- | ---------------------------- | ---------------------------- | ---------------------------- | ---------------------------- | ---------------------------- | ---------------------------- | ---------------------------- | ---------------------------- | ---------------------------- | ---------------------------- | ---------------------------- | ---------------------------- | ---------------------------- | ---------------------------- | ---------------------------- | ---------------------------- | ---------------------------- | ---------------------------- | ---------------------------- | ---------------------------- | ---------------------------- | ---------------------------- | --------------------------------- |
| 2018                                                      | „Mokryje krossy”                                        | 83                           | 65                           | 15                           | X                            | X                            | 19                           | 42                           | 56                           | 19                           | 32                           | 187                          | –                            | 30                           | 13                           | 159                          | –                            | 30                           | 55                           | –                            | 28                           | 161                          | 177                          | –                            | 75                           | –                                 |
| 2018                                                      | „Nezabudka”                                             | 149                          | 87                           | 32                           | X                            | X                            | 7                            | 72                           | 79                           | 12                           | 32                           | –                            | –                            | 12                           | 13                           | 25                           | –                            | 8                            | –                            | 20                           | 25                           | –                            | 193                          | –                            | 16                           | –                                 |
| 2019                                                      | „Ja bolsze ne napisu”                                   | 166                          | 62                           | 40                           | X                            | X                            | 1                            | 14                           | 6                            | 2                            | 2                            | 4                            | –                            | 3                            | 1                            | 2                            | 57                           | 1                            | 6                            | 22                           | 1                            | 6                            | 83                           | 171                          | –                            | Twoj pierwyj disk – moja kassieta |
| 2019                                                      | „Vitaminka”                                             | 182                          | 121                          | 30                           | X                            | X                            | 2                            | 19                           | 44                           | 1                            | 32                           | 36                           | 45                           | 6                            | 1                            | 7                            | –                            | 2                            | 10                           | 1                            | 35                           | 24                           | –                            | 194                          | 30                           | Twoj pierwyj disk – moja kassieta |
| 2019                                                      | „Wozwraszjastja uze podzno”                             | –                            | –                            | 148                          | X                            | X                            | –                            | –                            | –                            | –                            | –                            | –                            | –                            | –                            | –                            | –                            | –                            | –                            | –                            | –                            | –                            | –                            | –                            | –                            | –                            | Twoj pierwyj disk – moja kassieta |
| 2019                                                      | „Tswetochnij sad”                                       | –                            | –                            | –                            | X                            | X                            | 12                           | –                            | –                            | 13                           | –                            | –                            | –                            | 71                           | 17                           | –                            | –                            | 22                           | –                            | 6                            | 22                           | –                            | –                            | –                            | –                            | Twoj pierwyj disk – moja kassieta |
| 2019                                                      | „Rufiery”                                               | –                            | –                            | –                            | X                            | X                            | 14                           | –                            | –                            | 10                           | –                            | –                            | –                            | 55                           | 12                           | 97                           | –                            | 25                           | –                            | –                            | 20                           | –                            | –                            | –                            | –                            | Twoj pierwyj disk – moja kassieta |
| 2019                                                      | „Malczik Bubble-Gum”                                    | –                            | –                            | –                            | X                            | X                            | 10                           | –                            | –                            | 15                           | –                            | –                            | –                            | 34                           | 9                            | 84                           | –                            | 13                           | –                            | 16                           | 11                           | –                            | –                            | –                            | –                            | Twoj pierwyj disk – moja kassieta |
| 2019                                                      | „Pojezda”                                               | 173                          | –                            | 111                          | X                            | X                            | 7                            | –                            | 80                           | 7                            | 63                           | 68                           | –                            | 18                           | 12                           | 19                           | –                            | 8                            | 23                           | 14                           | 9                            | 34                           | –                            | 174                          | –                            | –                                 |
| 2019                                                      | „Ja bolsze ne napisu” (Dj Tarantino & Dj Dyxanin Remix) | –                            | –                            | –                            | X                            | X                            | –                            | –                            | –                            | –                            | –                            | –                            | –                            | –                            | –                            | –                            | –                            | –                            | –                            | 31                           | –                            | –                            | –                            | –                            | –                            | –                                 |
| 2019                                                      | „Vitaminka” (Alexei Shkurko Remix)                      | –                            | –                            | –                            | X                            | X                            | –                            | –                            | –                            | –                            | –                            | –                            | –                            | –                            | –                            | –                            | –                            | –                            | –                            | 48                           | –                            | –                            | 157                          | 182                          | –                            | –                                 |
| 2019                                                      | „Priwyczka ubegat”                                      | –                            | –                            | –                            | X                            | X                            | 12                           | 95                           | 96                           | 21                           | 77                           | –                            | –                            | 27                           | 20                           | 53                           | –                            | 11                           | 34                           | 5                            | 13                           | 30                           | –                            | –                            | –                            | –                                 |
| 2019                                                      | „Alenka”                                                | –                            | –                            | –                            | X                            | X                            | 6                            | –                            | –                            | 7                            | –                            | –                            | –                            | 15                           | 13                           | 66                           | –                            | 14                           | 97                           | 60                           | 24                           | 89                           | –                            | –                            | –                            | –                                 |
| 2019                                                      | „Tselowat”                                              | –                            | –                            | –                            | X                            | X                            | 65                           | –                            | –                            | 33                           | –                            | –                            | –                            | 63                           | 43                           | –                            | –                            | 37                           | 95                           | 37                           | 41                           | –                            | –                            | 127                          | –                            | –                                 |
| 2019                                                      | „Najdu Tebja”                                           | –                            | –                            | 194                          | X                            | X                            | 2                            | 43                           | 49                           | 6                            | 35                           | 62                           | –                            | 25                           | 8                            | 20                           | –                            | 2                            | 9                            | 6                            | 2                            | 22                           | –                            | 62                           | 91                           | –                                 |
| 2019                                                      | „Alfa i Omega”                                          | –                            | 191                          | 134                          | X                            | X                            | 1                            | 2                            | 46                           | 1                            | 1                            | 2                            | –                            | 1                            | 1                            | 1                            | –                            | 4                            | 2                            | 4                            | 1                            | 1                            | –                            | –                            | 5                            | –                                 |
| 2019                                                      | „Minuta weczera” (gościnnie: prosto Lera)               | –                            | –                            | –                            | X                            | X                            | 5                            | 18                           | –                            | 1                            | –                            | –                            | –                            | 18                           | 1                            | 8                            | –                            | 8                            | 12                           | 6                            | 1                            | 11                           | –                            | 90                           | 16                           | –                                 |
| 2020                                                      | „Oduvanchik”                                            | –                            | –                            | 170                          | X                            | X                            | 1                            | 60                           | 50                           | 7                            | 39                           | 79                           | –                            | 10                           | 11                           | 17                           | –                            | 3                            | 54                           | 2                            | 1                            | 76                           | –                            | –                            | 25                           | Moja kassieta – twoj pierwyj disk |
| 2020                                                      | „Lyubow po-belorusski”                                  | –                            | –                            | –                            | X                            | X                            | 3                            | –                            | –                            | 41                           | –                            | –                            | –                            | 57                           | 54                           | –                            | –                            | 39                           | –                            | 57                           | 41                           | –                            | 43                           | –                            | –                            | Moja kassieta – twoj pierwyj disk |
| 2020                                                      | „Powtorim”                                              | –                            | –                            | –                            | X                            | X                            | 9                            | –                            | –                            | 27                           | 64                           | 72                           | –                            | 31                           | 21                           | 38                           | –                            | 13                           | –                            | 2                            | 13                           | –                            | 110                          | –                            | –                            | Moja kassieta – twoj pierwyj disk |
| 2020                                                      | „Wo dwoje”                                              | –                            | –                            | –                            | X                            | X                            | 7                            | –                            | –                            | 44                           | –                            | –                            | –                            | 47                           | 42                           | 48                           | –                            | 20                           | –                            | 2                            | 11                           | –                            | –                            | –                            | –                            | Moja kassieta – twoj pierwyj disk |
| 2020                                                      | „Podzemka”                                              | –                            | –                            | –                            | X                            | X                            | 14                           | –                            | –                            | 44                           | –                            | –                            | –                            | 60                           | 47                           | 68                           | –                            | 33                           | –                            | 2                            | 26                           | –                            | –                            | –                            | –                            | Moja kassieta – twoj pierwyj disk |
| 2020                                                      | „Ne menaj”                                              | –                            | –                            | –                            | X                            | X                            | 23                           | –                            | –                            | 63                           | –                            | –                            | –                            | 90                           | 67                           | 85                           | –                            | 54                           | –                            | 56                           | 57                           | –                            | 41                           | –                            | –                            | Moja kassieta – twoj pierwyj disk |
| 2020                                                      | „Pticka”                                                | –                            | –                            | –                            | X                            | X                            | 25                           | –                            | –                            | 65                           | –                            | –                            | –                            | 74                           | 91                           | 74                           | –                            | 51                           | –                            | 4                            | 53                           | –                            | –                            | –                            | –                            | Moja kassieta – twoj pierwyj disk |
| 2020                                                      | „Fotoplenka”                                            | –                            | –                            | –                            | X                            | X                            | –                            | –                            | –                            | 4                            | 85                           | –                            | –                            | 25                           | 10                           | 123                          | –                            | 58                           | –                            | –                            | 11                           | –                            | –                            | –                            | 3                            | –                                 |
| 2020                                                      | „Tjanet k tebe”                                         | –                            | –                            | –                            | X                            | X                            | –                            | –                            | –                            | 30                           | –                            | –                            | –                            | 47                           | 55                           | –                            | –                            | –                            | –                            | –                            | –                            | –                            | –                            | –                            | –                            | –                                 |
| 2020                                                      | „Wesnuski”                                              | –                            | –                            | –                            | 58                           | 54                           | –                            | –                            | –                            | 29                           | –                            | –                            | –                            | 58                           | 83                           | –                            | –                            | –                            | –                            | –                            | 14                           | –                            | –                            | 42                           | –                            | –                                 |
| 2020                                                      | „W poslednij raz”                                       | –                            | –                            | –                            | 55                           | 84                           | 11                           | 113                          | 159                          | 21                           | 102                          | 135                          | –                            | 36                           | 21                           | 44                           | –                            | 24                           | 98                           | 3                            | 20                           | 100                          | 24                           | 32                           | –                            | –                                 |
| 2020                                                      | „Okej”                                                  | 24                           | 69                           | 4                            | 1                            | 1                            | 95                           | 9                            | 180                          | 1                            | 2                            | 119                          | –                            | 2                            | 1                            | 1                            | 53                           | 1                            | 101                          | 148                          | 1                            | 90                           | 74                           | –                            | 2                            | –                                 |
| 2021                                                      | „Poterjal sebja” (OG Buda, gościnnie: Tima Belorusskih) | –                            | –                            | 107                          | 14                           | 4                            | –                            | –                            | –                            | 64                           | –                            | –                            | –                            | 122                          | 49                           | 102                          | –                            | 29                           | 61                           | –                            | 45                           | –                            | –                            | –                            | –                            | –                                 |
| 2021                                                      | „Tajet Jeshszo”                                         | –                            | –                            | 119                          | 92                           | 25                           | 133                          | –                            | –                            | 21                           | 29                           | –                            | –                            | 32                           | 22                           | 16                           | 87                           | 8                            | –                            | 88                           | 3                            | –                            | –                            | –                            | –                            | –                                 |
| 2021                                                      | „Tebe luchsze ne znat'”                                 | 182                          | –                            | 72                           | 28                           | 12                           | 8                            | 53                           | 74                           | 6                            | 42                           | 43                           | 48                           | 17                           | 7                            | 9                            | 83                           | 9                            | –                            | 10                           | 4                            | 48                           | 1                            | –                            | –                            | –                                 |
| 2021                                                      | „Probegal mimo” (Murovei, gościnnie: Tima Belorusskih)  | –                            | –                            | –                            | 147                          | 59                           | 9                            | 109                          | 118                          | 36                           | 100                          | 55                           | –                            | 111                          | 35                           | 20                           | 84                           | 18                           | 66                           | 25                           | 8                            | 60                           | 104                          | –                            | –                            | –                                 |
| 2021                                                      | „Pod zwezdopadom”                                       | –                            | –                            | 119                          | 29                           | 20                           | 8                            | 27                           | 66                           | 11                           | 30                           | 31                           | –                            | 31                           | 12                           | 10                           | 118                          | 11                           | 130                          | 47                           | 3                            | 21                           | 160                          | –                            | –                            | –                                 |
| 2021                                                      | „Znatok”                                                | –                            | –                            | –                            | –                            | 134                          | 50                           | –                            | –                            | –                            | –                            | –                            | –                            | –                            | –                            | –                            | –                            | 125                          | –                            | –                            | –                            | –                            | –                            | –                            | –                            | –                                 |
| „–” oznacza, że singiel nie był notowany na danej liście. |                                                         |                              |                              |                              |                              |                              |                              |                              |                              |                              |                              |                              |                              |                              |                              |                              |                              |                              |                              |                              |                              |                              |                              |                              |                              |                                   |

## Nagrody i nominacje
| Rok  | Konkurs                               | Kategoria                             | Nominowana praca                    | Rezultat   | Źr.     |
| ---- | ------------------------------------- | ------------------------------------- | ----------------------------------- | ---------- | ------- |
| 2019 | Nagroda RU.TV 2019                    | Mocny start                           | Tima Belorusskih                    | Nominacja  | [ 25 ]  |
| 2019 | Nagrody Muzyczne ŻARA                 | Hit roku                              | „Mokryje krossy”                    | Wygrana    | [ 136 ] |
| 2019 | Rosyjskie Nagrody Muzyczne "Victoria" | Przebój taneczny roku                 | „Mokryje krossy”                    | Nominacja  | [ 137 ] |
| 2019 | Yandex Music: podsumowanie roku       | Najczęściej odtwarzany album          | „Twoj pierwyj disk – moja kassieta” | 2. miejsce | [ 138 ] |
| 2019 | Yandex Music: podsumowanie roku       | Najpopularniejszy artysta roku        | Tima Belorusskih                    | Wygrana    | [ 138 ] |
| 2019 | Forbes: Muzyka i kino                 | Profesjonalista przed 30 rokiem życia | Tima Belorusskih                    | Nominacja  | [ 26 ]  |
| 2019 | Złote Gramofony 2019                  | Nowe pokolenie w Rosji                | „Nezabudka”                         | Wygrana    | [ 139 ] |
| 2019 | VKontakte                             | Najpopularniejszy artysta 2019 roku   | Tima Belorusskih                    | Wygrana    | [ 140 ] |
| 2019 | VKontakte                             | Album 2019 roku                       | „Twoj pierwyj disk – moja kassieta” | Wygrana    | [ 141 ] |
| 2020 | Nagrody Nowoje Radio                  | Najlepszy artysta                     | Tima Belorusskih                    | Nominacja  | [ 142 ] |
| 2020 | Nagrody Nowoje Radio                  | Przełom roku                          | Tima Belorusskih                    | Nominacja  | [ 142 ] |
| 2020 | Nickelodeon Kids’ Choice Awards 2020  | Najlepszy Rosyjski Artysta            | Tima Belorusskih                    | Wygrana    | [ 143 ] |